# Мануел ду Насіменту
Мануе́л ду Насіме́нту Коррейя (порт. Manuel do Nascimento Correia; *27 грудня 1912, Моншике — †30 грудня 1966, Лісабон) — португальський письменник, журналіст, фотограф і видавець.

## Життєпис
Народився у заможній родині. Син торговця деревиною Жозе Ніколау Коррейя (José Nicolau Correia) та Фернанди Коррейа (Fernanda Correia).
Відповідно мав можливість продовжити навчання після школи, а саме студіював хімію в технічному училищі в Лісабоні, звідки випустився інженером-технологом.
Закінчивши навчання, став частиною робочого класу, почавши працювати на шахті, згодом на збагачувальній фабриці. Саме там він дізнався про умови, в яких живуть робітники, і це знання використав у своїх творах.
Коли здоров'я Мануела ду Насіменту погіршилось внаслідок хвороби на сухоти, він полишив роботу і повернувся додому для лікування, віддавшись цілком літературній діяльності.
Разом з визначними особистостями літературного процесу в Португалії у XX столітті, такими як Фернандо Намора, Акіліну Рібейру, Жозе Режіо, Мануел да Фонсека, підтримував зв'язки з рухом Презенса (Presença). Мануел до Насіменто був яскравим представником португальського неореалізму і через те, що займався літературною діяльністю під час режиму Салазара, став об'єктом політичних переслідувань, зазнавши цензури та ув'язнення.
Мануел до Насіменто помер під час поїздки потягом до Лісабона 31 грудня 1966 року.